# Lanthus
Lanthus is een geslacht van libellen (Odonata) uit de familie van de rombouten (Gomphidae), het geslacht werd als eerste gepubliceerd in 1897 door Needham. Het geslacht komt voor in Japan en Noord-Amerika waar ze in de volksmond Pygmy Clubtails heten. De soorten zijn duidelijk gevleugelden en hebben zwarte lichamen met daarop gele markeringen.

## Soorten
Lanthus omvat 3 soorten:
- Lanthus fujiacus (Fraser, 1936)
- Lanthus parvulus (Northern Pygmy Clubtail) (De Selys Longchamps, 1854)
- Lanthus vernalis (Southern Pygmy Clubtail) (Carle, 1980)